# Ахвонен, Вильё Иванович
Вильё Иванович Ахвонен (Viljo Olavi Ahvonen) — советский финноязычный актёр театра, переводчик, Заслуженный артист Карельской АССР (1967), Народный артист Карельской АССР (1978).
Участник вокального ансамбля «Манок».

## Биография
В 1940-1941 гг. работал учеником электромонтёра в Сортавале.
В 1942-1946 гг. - в трудовой армии в Челябинске, трест «Челябметаллургстрой».
В 1946-1948 гг. - шофёр треста Южкареллес и Карелглавнаба.
1950-1951 гг. - хорист ансамбля «Кантеле».
С 8 мая 1951 г. учился при театральной студии при Финском театре в Петрозаводске.
С 1952 г. - актёр Финского театра.
С 1998 г. жил в Финляндии. 
Награждён почетными грамотами Президиумов Карело-Финской ССР и Карельской АССР (1951, 1951 гг.).
Профессионально играл в городки.

## Известные работы в театре
- Альберт («Люди с Дангора» М. Андерсена-Нексе, 1955)
- Ийвари («Сел. сапожники» А. Киви, 1958)
- Джерри Финн («Четвертый позвонок, или Мошенник поневоле» М. Ларни, 1965)
- Моментальников («Баня» В. Маяковского, 1968)
- Олексей («Примешь ли меня, земля карельская?» А. Тимонена, 1969)
- король Карл («Жаворонок» Ж. Ануя, 1970)
- Антон Иванович («Обыкновенная история» И. Гончарова, 1971)
- Карпе («Пока арба не перевернулась» О. Иосселиани, 1972)
- Бальзаминов («Женитьба Бальзаминова» А. Островского, 1973)
- Сганарель («Лекарь поневоле» Ж.-Б. Мольера, 1981)